# Whiteodendron moultonianum
Whiteodendron es un género monotípico de plantas perteneciente a la familia Myrtaceae. Su única especie: Whiteodendron moultonianum (W.W.Sm.) Steenis, Acta Bot. Neerl. 1: 439 (1952), es originaria de Borneo.

## Taxonomía
Whiteodendron moultonianum fue descrita por (W.W.Sm.) Steenis y publicado en Acta Bot. Neerl. 1: 439 1952.
Sinonimia
- Tristania moultoniana W.W.Sm., Notes Roy. Bot. Gard. Edinburgh 8: 328 (1915).[1]